# The Blind Side
The Blind Side er amerikansk, delvis biografisk spillfilm fra 2009 i genren sentimental familie- og sportsdrama. Den blev skrevet og instrueret af John Lee Hancock. Den er baseret på bogen The Blind Side: Evolution of a Game (2006) af Michael Lewis som handler om Michael Oher, en afroamerikansk atlet i amerikansk fodbold der spillede for Baltimore Ravens i NFL. Filmen følger Oher fra hans opvækst i fattigdom, gennem hans år ved Wingate Christian School (en fiktiv skole for Briarcrest Christian School i Memphis, Tennessee), hans adoption af Sean og Leigh Anne Tuohy, og til hans position som en af de bedste indenfor amerikansk college fodbold til hans til sidst blev "plukket op" af Baltimore Ravens i NFL.

## Medvirkende
- Sandra Bullock som Leigh Anne Tuohy
- Tim McGraw som Sean Tuohy
- Quinton Aaron som Michael "Big Mike" Oher
- Jae Head som Sean «S.J.» Tuohy, Jr.
- Lily Collins som Collins Tuohy
- Ray McKinnon som Coach Burt Cotton
- Kim Dickens som Mrs. Boswell
- Adriane Lenox som Denise Oher
- Kathy Bates som Miss Sue
- Eaddy Mays som Elaine
- Robert «IronE» Singleton som Alton